# Волавле
Волавле (на словенски: Volavlje) е село в Словения, регион Средна Словения, община Любляна. Според Националната статистическа служба на Република Словения през 2015 г. селото има 194 жители.